# Marathon aux Jeux olympiques d'été de 1928
Pour un article plus général, voir Athlétisme aux Jeux olympiques d'été de 1928.
Navigation
Paris 1924 Los Angeles 1932
L'épreuve du marathon aux Jeux olympiques d'été de 1928 s'est déroulée le 5 août 1928 à Amsterdam, aux Pays-Bas.  Elle est remportée par le Français Boughéra El Ouafi.

## Résultats
| Rang               | Athlète                    | Temps           |
| ------------------ | -------------------------- | --------------- |
| Médaille d'or      | Boughera El Ouafi (FRA)    | 2 h 32 min 57 s |
| Médaille d'argent  | Manuel Plaza (CHI)         | 2 h 33 min 23 s |
| Médaille de bronze | Martti Marttelin (FIN)     | 2 h 35 min 02 s |
| 4                  | Kanematsu Yamada (JPN)     | 2 h 35 min 29 s |
| 5                  | Joie Ray (USA)             | 2 h 36 min 04 s |
| 6                  | Seiichiro Tsuda (JPN)      | 2 h 36 min 20 s |
| 7                  | Yrjö Korholin-Koski (FIN)  | 2 h 36 min 40 s |
| 8                  | Sam Ferris (GBR)           | 2 h 37 min 41 s |
| 9                  | Albert Michelsen (USA)     | 2 h 38 min 56 s |
| 10                 | Clifford Bricker (CAN)     | 2 h 39 min 24 s |
| 11                 | Harry Wood (GBR)           | 2 h 41 min 15 s |
| 12                 | Verner Laaksonen (FIN)     | 2 h 41 min 35 s |
| 13                 | Harry Payne (GBR)          | 2 h 42 min 39 s |
| 14                 | Eino Rastas (FIN)          | 2 h 43 min 08 s |
| 15                 | Väinö Sipilä (FIN)         | 2 h 43 min 08 s |
| 16                 | Alois Krof (TCH)           | 2 h 43 min 18 s |
| 17                 | John Miles (CAN)           | 2 h 43 min 32 s |
| 18                 | Léon Broers (BEL)          | 2 h 44 min 37 s |
| 19                 | Hans Stelges (GER)         | 2 h 45 min 27 s |
| 20                 | Dunky Wright (GBR)         | 2 h 45 min 30 s |
| 21                 | Herbert Bignall (GBR)      | 2 h 45 min 44 s |
| 22                 | Ernest Harper (GBR)        | 2 h 45 min 44 s |
| 23                 | Jean Gérault (FRA)         | 2 h 46 min 08 s |
| 24                 | Ilmari Kuokka (FIN)        | 2 h 46 min 34 s |
| 25                 | Gustav Kinn (SWE)          | 2 h 47 min 35 s |
| 26                 | Silas McLellan (CAN)       | 2 h 49 min 33 s |
| 27                 | Clarence DeMar (USA)       | 2 h 50 min 42 s |
| 28                 | Marcel Denis (FRA)         | 2 h 51 min 15 s |
| 29                 | Guillaume Tell (FRA)       | 2 h 51 min 18 s |
| 30                 | Henri Landheer (NED)       | 2 h 51 min 59 s |
| 31                 | Paul Hempel (GER)          | 2 h 52 min 01 s |
| 32                 | Aurelio Terrazas (MEX)     | 2 h 52 min 22 s |
| 33                 | František Zyka (TCH)       | 2 h 52 min 42 s |
| 34                 | Giuseppe Ferrera (ITA)     | 2 h 53 min 10 s |
| 35                 | José Torres (MEX)          | 2 h 54 min 00 s |
| 36                 | Johan Støa (NOR)           | 2 h 54 min 15 s |
| 37                 | Gerard Steuers (BEL)       | 2 h 54 min 48 s |
| 38                 | Artūrs Motmillers (LAT)    | 2 h 56 min 45 s |
| 39                 | James Henigan (USA)        | 2 h 56 min 50 s |
| 40                 | Matthew Steytler (RSA)     | 2 h 57 min 21 s |
| 41                 | Harvey Frick (USA)         | 2 h 57 min 24 s |
| 42                 | Jean Linssen (BEL)         | 2 h 58 min 08 s |
| 43                 | Frank Hughes (CAN)         | 2 h 58 min 12 s |
| 44                 | William Agee (USA)         | 2 h 58 min 50 s |
| 45                 | Percy Wyer (CAN)           | 2 h 58 min 52 s |
| 46                 | Georg Hoerger (GER)        | 2 h 59 min 01 s |
| 47                 | Kurt Schneider (GER)       | 2 h 59 min 36 s |
| 48                 | Juichi Nagatani (JPN)      | 3 h 03 min 34 s |
| 49                 | József Galambos (HUN)      | 3 h 05 min 58 s |
| 50                 | Paul Gerhardt (GER)        | 3 h 09 min 30 s |
| 51                 | Gottlieb Bach (DEN)        | 3 h 10 min 10 s |
| 52                 | Emilio Ferrer (ESP)        | 3 h 11 min 05 s |
| 53                 | Dimitrije Stefanović (YUG) | 3 h 11 min 35 s |
| 54                 | Joop Vermeulen (NED)       | 3 h 13 min 47 s |
| 55                 | Pleun van Leenen (NED)     | 3 h 14 min 37 s |
| 56                 | Jean Marien (BEL)          | 3 h 16 min 13 s |
| 57                 | Willem van der Steen (NED) | 3 h 19 min 53 s |
| —                  | Axel Elofs (SWE)           | DNF             |
| —                  | Aksel Madsen (DEN)         | DNF             |
| —                  | Orla Olsen (DEN)           | DNF             |
| —                  | Vintilǎ Cristescu (ROU)    | DNF             |
| —                  | Romeo Bertini (ITA)        | DNF             |
| —                  | Attilio Conton (ITA)       | DNF             |
| —                  | Stefano Natale (ITA)       | DNF             |
| —                  | Vilis Cimmermans (LAT)     | DNF             |
| —                  | Karl Laas (EST)            | DNF             |
| —                  | Teun Sprong (NED)          | DNF             |
| —                  | Bram Groeneweg (NED)       | DNF             |
| —                  | Franz Wanderer (GER)       | DNF             |

## Légende
Records et Performances
- AR : Record continental (area record)
- CR : Record des championnats (championship record)
- MR : Record du meeting (meet record)
- NR : Record national (national record)
- OR : Record olympique (olympic record)
- PR : Record paralympique (paralympic record)
- PB : Record personnel (personal best)
- SB : Meilleure performance personnelle de la saison (season's best)
- WL : Meilleure performance mondiale de l'année (world leader)
- WJR : Record du monde junior (world junior record)
- WR : Record du monde (world record)

Circonstances et Conditions
- DNF : N'a pas terminé (did not finish)
- DNS : N'a pas pris le départ (did not start)
- DQ : Disqualification (disqualification)
- NM : Aucun essai valable enregistré (No Mark)
- Q : Qualifié « directement » au prochain tour (ou à la prochaine compétition), lors d'une compétition majeure, grâce au classement ou à la réalisation des minima (automatic qualifier)
- q : Qualifié au prochain tour (ou à la prochaine compétition), lors d'une compétition majeure, grâce au repêchage ou à la réalisation de l'une des meilleures performances parmi celles des « non qualifiés directement » (grâce au meilleur temps ou à la meilleure distance par exemple) (secondary qualifier)